# Wesselin Stojanow

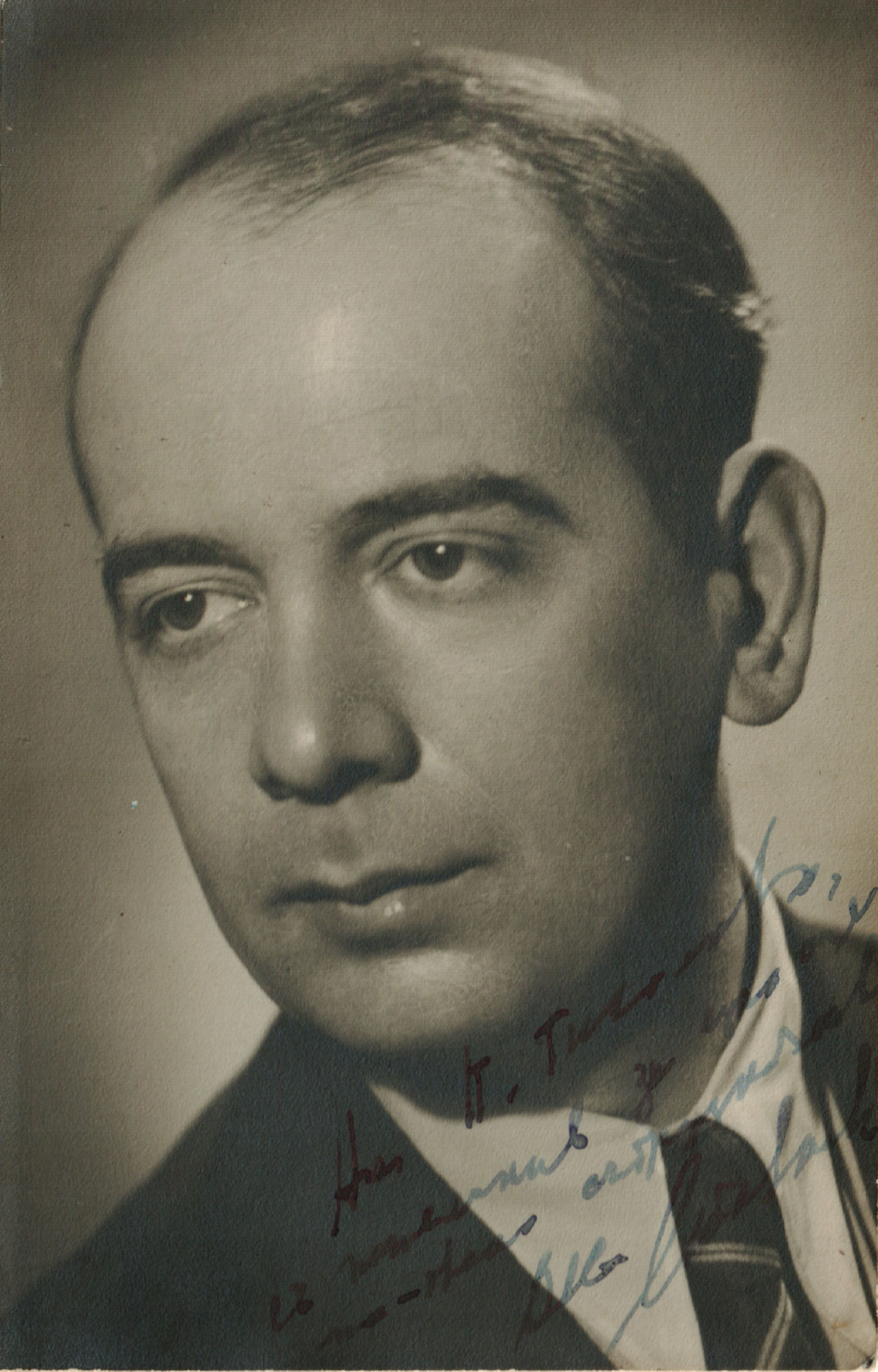
Wesselin Stojanow

Wesselin Stojanow, auch Veselin Stojanov, bulgarisch Веселин Стоянов (* 20. April 1902 in Schumen; † 29. Juni 1969 in Sofia), war ein bulgarischer Komponist.

## Leben
Als Sohn eines Musiklehrers kam Stojanow früh mit Musik in Berührung. Nach dem Besuch des Gymnasiums seiner Heimatstadt studierte er bis 1926 an der Musikakademie in Sofia. Danach wechselte er an die Wiener Musikhochschule. Hier wurde er u. a. von Franz Schmidt und Joseph Marx in Komposition sowie von Viktor Ebenstein und C. de Cone in Klavier unterwiesen. Nach einer kurzen Phase als konzertierender Pianist lehrte Stojanow ab 1937 Formenlehre und Komposition an der Musikakademie Sofia. 1943–1944 sowie 1956–1962 war er Rektor dieser Institution.

## Werke

### Orchesterwerke
- Capriccio (1934)
- Baj Ganju. Groteske Suite (1941)
- Klavierkonzert Nr. 1 (1942)
- Karwawa pessen (Blutiges Lied). Symphonische Dichtung (1947)
- Violinkonzert (1948)
- Klavierkonzert Nr. 2 (1953)
- Rhapsodie (1956)
- Festouvertüre (1959)
- Cellokonzert (1960)
- Symphonie Nr. 1 (1965)
- Klavierkonzert Nr. 3 (1966)
- Symphonie Nr. 2 (1969)

### Kammermusik
- Violinsonate (1933)
- Streichquartett Nr. 1 (1933)
- Streichquartett Nr. 2 (1934)
- Streichquartett Nr. 3 (1935)
- Concertino für Violine und Klavier (1955)

### Klavierwerke
- Klaviersonate (1930)
- Suite (1931)
- Dve horca (2 Volkstänze) (1945)
- Kinderalbum (1955)

### Vokalmusik
- Da bade den (Es werde Tag). Kantate für Bariton, Chor und Orchester (1952)

### Opern
- Schensko zarstwo (Frauenreich) (1935)
- Salambo (nach Gustave Flaubert) (1940)
- Chitar Petar (Der schlaue Peter) (1959)

### Filmmusik
- Strachil vojvoda (1937)
- Legenda za ljubovta (Legende von der Liebe) (1957)